# Zosterops murphyi
Zosterops murphyi là một loài chim trong họ Zosteropidae.